# 足赛瓜参
足赛瓜参（学名：Thyone pedata）为沙鸡子科赛瓜参属的动物。在中国大陆，分布于海、北部湾沿岸等地，一般栖息于水深55米的泥沙底。该物种的模式产地在中国海。